# 巴氏涂片检查
巴氏涂片检查（英語：Papanicolaou test；簡稱：Pap test，Pap smear），在港澳地區稱為柏氏抹片檢查，是一种子宫颈医学诊断方法，用于检查子宫颈癌等疾病。巴氏涂片检查的方式是，首先取得少量子宫颈细胞样品，并制作细胞涂片，然后在显微镜下观察细胞有无异常，进而诊断子宫颈疾病。巴氏涂片检查能够大大降低子宫颈癌的发生率。巴氏涂片检查得名于希腊医生乔治·帕帕尼古拉乌。